# Alien Registration Act
Der Alien Registration Act, auch nach dem Kongressabgeordneten Howard W. Smith aus Virginia als Smith Act bezeichnet, war ein am 29. Juni 1940 vom Kongress verabschiedetes US-amerikanisches Bundesgesetz.

## Immigrationsrechtlicher Aspekt
Mit diesem Gesetz wurden erstmals Ausländer, die zu dem Zeitpunkt ihrer Einreise älter als 14 Jahre waren, zu einer Registrierung bei der Bundesregierung und der Hinterlegung von Fingerabdrücken verpflichtet. Die einzige Ausnahme bildeten Angehörige ausländischer Regierungen und deren Familienangehörige. Nach einer Registrierung erhielt nun ein jeder Einwanderer die Alien Registration Receipt Card, diese gilt als Vorläufer der heute gängigen Green Card. Das Mitführen dieser Karte wurde für jeden in den USA lebenden Ausländer ab 18 Jahren verpflichtend. Die Ausländer konnten für die Organisation der illegalen Einreise anderer Einwanderer, Schmuggel oder für die Mitgliedschaft in einer verbotenen Organisation belangt und ausgewiesen werden.

## Innenpolitischer Aspekt
Der Alien Registration Act wurde auch dazu genutzt, gegen einheimische oppositionelle Gruppierungen vorzugehen, besonders gegen kommunistische. Allerdings spürten im politischen Spektrum rechts stehende Kritiker von Präsident Franklin D. Roosevelt die Auswirkungen zuerst stärker, da die Kommunistische Partei der USA (CPUSA) ein politischer Verbündeter Roosevelts im Zweiten Weltkrieg war.
In diesem Kontext kritisierte Howard Zinn ihn als eine Fortführung des 1917 erlassenen Espionage Act. Der Smith Act führt diesen dahingehend vertieft weiter, dass Aussagen mit zerstörerischer Absicht nun auch in Friedenszeiten unter Strafe gestellt wurden. Hierzu lautet der Wortlaut:

It shall be unlawful for any person to [...] advocate [...] [the] propriety of overthrowing or destroying any government in the United States by force and violence

„Es ist für jeden Menschen unrechtmäßig, den gewaltsamen Umsturz irgendeiner Regierung der Vereinigten Staaten zu befürworten.“

## Strafe bei Zuwiderhandlung
Bei einem Verstoß gegen den 'Alien Registration Act' war mit einer Geld- oder Gefängnisstrafe zu rechnen. Außerdem war es möglich, über ein System der Schwarzen Listen seinen Arbeitsplatz zu verlieren. Zusätzlich konnte auch eine Deportation vorgenommen werden. Führende Politiker der trotzkistischen Linken wie James P. Cannon und danach der CPUSA wie Eugene Dennis oder Gus Hall wurden auf Grundlage dieses Gesetzes zu Haftstrafen verurteilt.

## Gerichtsurteile über die Verfassungsmäßigkeit des Gesetzes
Am 4. Juni 1951 entschied der Supreme Court nach einer Klage von Eugene Dennis, mit 6:2 Stimmen, dass das Gesetz verfassungsmäßig sei, da ein Unterschied zwischen einer abstrakten, von der Verfassung geschützten, Befürwortung einer alternativen Staatsform und einem aggressiven Vorgehen gegen den amerikanischen Staat gesehen wurde.
1957 entschied derselbe Gerichtshof, dass das Gesetz nicht verfassungskonform sei, da der oben genannte Unterschied als nicht ausschlaggebend angesehen wurde.